# باد لواسیک
شهر باد لواسیک در ایالت زاکسن در کشور آلمان واقع شده است.